# Ruis (televisie)

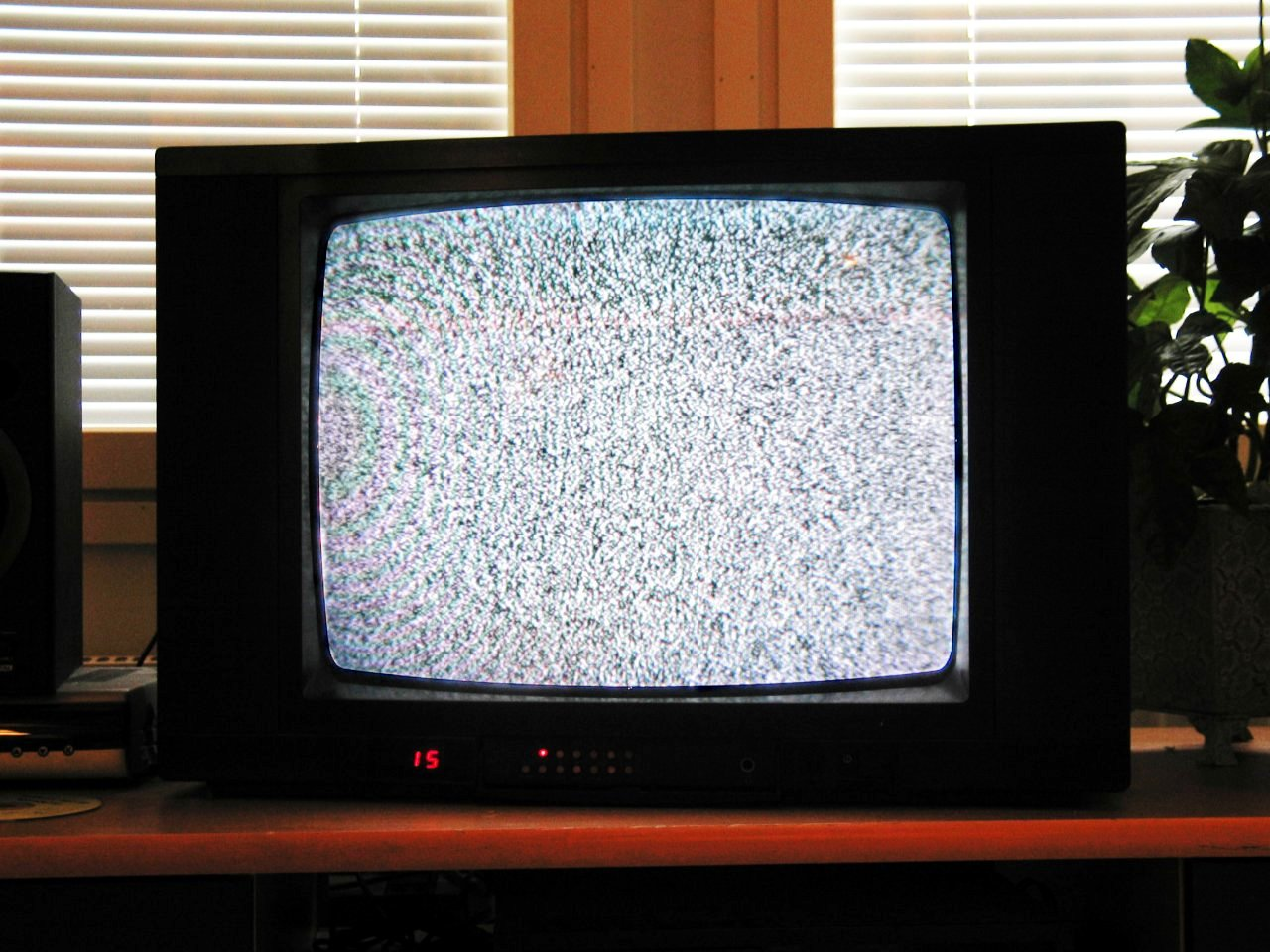
Ruis op een televisie

Ruis of sneeuwbeeld op een televisie wordt waargenomen als een wisselend, willekeurig patroon van stippen. Deze ruis vult het hele beeld als er geen ontvangst is. De herkomst van de ruis is voornamelijk de thermische ruis vanuit het toestel zelf. 

## Analoog versus digitaal
Bij analoge televisie is er altijd sprake van enige ruis, omdat het signaal aan sterkte verliest, aangezien het wordt doorgestuurd via verbindingsstukken en over grote afstanden. Hoewel bij digitale televisie ook ruis aanwezig is in het signaal, is deze ruis niet waarneembaar als zodanig in het uiteindelijke beeld. Doordat bits enkel 1 of 0 kunnen zijn, kan een digitale ontvanger als het ware 'raden' wat het signaal inhoudt, ook als er sprake is van (lichte) ruis.

## Zwart-witte ruis
Als er geen ontvangst is, is ruis ook op kleurentelevisies zichtbaar als een zwart-witbeeld. Dit komt doordat kleurinformatie op een aparte manier is 'ingepakt' in het signaal (QAM), en door de televisie moet worden ontcijferd. Als de televisie niet kan bepalen of er kleurinformatie aanwezig is, neemt het aan dat de uitzending in zwart-wit is. Dit is nog een overblijfsel uit de tijd dat er uitzendingen en televisies zowel in kleur als in zwart-wit waren, waarbij het oude geen last mocht hebben van het nieuwe en andersom. Ruis op televisie is dus eigenlijk heel kleurrijk. Veel moderne televisies laten echter een egaal blauw beeld zien als de signaalkwaliteit niet voldoende is.

## Trivia
- In het Zweeds noemt men dit fenomeen myrornas krig, oftewel 'gevecht van de mieren', en in het Duits Ameisenfussball, oftewel 'voetballende mieren'.